# Слатина (промишлена зона)
Складово-производствена зона „Слатина“ е промишлена зона на град София, България, разположена в район „Слатина“, на 5,8 километра източно от центъра на града.
Разположена северно от булевард „Асен Йорданов“, зоната граничи с кварталите „Христо Ботев“ и „Аерогарата“ на север, промишлена зона „Искър“ на изток, „Дружба“ и „Къро“ на юг и „Христо Смирненски“ на запад.